# Denis Bertz
Denis Bertz (* 7. Februar 1983 in Zwickau) ist ein ehemaliger deutscher Rennrodler.
Der Sportsoldat aus Oberwiesenthal rodelte seit 1993 und gehört seit 2003 dem deutschen Nationalkader an. In den Saisons 2001/02 und 2002/03 belegte Bertz in der Gesamtwertung des Junioren-Weltcups jeweils den vierten Platz. 2003 wurde er Junioren-Weltmeister in Königssee. Bei seinem ersten Weltcup-Einsatz 2003/04 in Igls stürzte er, beim ersten Rennen des Rennrodel-Weltcups 2004/05 in Oberhof wurde er 32., in der Gesamtwertung belegte er mit neun Punkten den 50. Platz. Ein Jahr später wurde er durch einen 19. Platz in Altenberg 45. der Gesamtwertung.  Auch in der Saison 2006/07 wurde er nur in einem einzigen Rennen, dem in Winterberg eingesetzt und  erreichte er als Sechster sein bestes Weltcup-Resultat. In der Gesamtwertung wurde er 37.
Nach Ende seiner Sportlerlaufbahn nahm er eine Tätigkeit als Nachwuchs-Regionaltrainer am Olympiastützpunkt Oberwiesenthal auf.